# 紅爪蠍
紅爪蠍（学名：Pandinus cavimanus），又名紅爪帝王蠍，是一種粗暴且具攻擊性的蠍子，分布於非洲坦尚尼亞、肯尼亚、扎伊尔、莫桑比克及索马里熱帶雨林，是帝王蠍的近親物種。
紅爪蠍身长約90-135毫米。它的毒液對人體的毒性并不大。

## 外部連結
- 非洲第二霸主 - 紅爪蠍[永久]